# Patriks Gailums
Patriks Gailums (* 10. Mai 1998 in Riga) ist ein lettischer Leichtathlet, der sich auf den Speerwurf spezialisiert hat.

## Sportliche Laufbahn
Patriks Gailums bestritt im Jahr 2013 seine ersten internationalen Wettkämpfe im Speerwurf. Damals gewann er die Bronzemedaille beim Europäischen Olympischen Jugendfestival in Utrecht. 2014 verpasste er es sich für die Olympischen Jugendspiele in Nanjing zu qualifizieren. Ende Juni des Jahres wurde er, genau wie 2015, lettischer U18-Meister. Ebenfalls 2015 trat er das erste Mal bei den lettischen Meisterschaften bei den Erwachsenen an und belegte in seinem ersten Wettkampf mit dem 800-g-Speer den sechsten Platz. Im Juli nahm er an den U18-Weltmeisterschaften in Cali teil. Dort zog er in das Finale ein, blieb darin allerdings deutlich hinter seiner Weite aus der Qualifikation zurück und wurde am Ende Elfter. Ähnlich erging es ihm auch im Jahr darauf in der nächsthöheren Altersklasse. In der Qualifikation bei den U20-Weltmeisterschaften in Bydgoszcz stellte er mit 74,02 m eine neue Bestweite mit dem 800-g-Speer auf und erreichte das Finale. Darin blieb er dann erneut deutlich hinter dieser Bestweite zurück und belegte abermals den elften Platz. 2017 siegte Gailums bei den lettischen U20-Meisterschaften. Im Juli übertraf er dann anschließend mit 81,91 m zum ersten Mal die Marke von 80 Metern. Kurz darauf trat bei den U20-Europameisterschaften in Grosseto an. Auch dort konnte er in das Finale einziehen, wobei er als Vierter knapp eine Medaille verpasste. In den folgenden Jahren war er nicht in der Lage seine Bestweite aus der Altersklasse U20 zu übertreffen. Dennoch konnte er mit Bronze 2018 erstmals eine Medaille bei den heimischen Meisterschaften der Erwachsenen gewinnen und schaffte zudem die Qualifikation für die Europameisterschaften in Berlin. Dort warf er den Speer in der Qualifikation auf 78,10 m, womit er den Finaleinzug verpasste. 2019 belegte Gailums den vierten Platz bei den U23-Europameisterschaften im schwedischen Gävle und gewann zudem erneut Bronze bei den lettischen Meisterschaften.
2020 absolvierte Gailums gar keinen Wettkampf. 2021 übertraf er erstmals wieder seit 2017 die 80-Meter-Marke. 2022 warf er bei einem Wettkampf in Griechenland den Speer mit 83,65 m zu einer neuen Bestweite. Kurz darauf wurde er lettischer Vizemeister. Mit seiner neuen Bestweite war er im August, nach 2018 in Berlin, für seine zweiten Europameisterschaften qualifiziert. Diesmal gelang es ihm in München in sein erstes EM-Finale einzuziehen, das er schließlich mit 78,82 m als Sechster beendete. Ebenfalls 2022 nahm er in den USA an seinen ersten Leichtathletik-Weltmeisterschaften teil. Nach der Qualifikation landete er auf dem 13. Platz. Ein Jahr später startete er in Budapest auch bei den nächsten Weltmeisterschaften. Dort kam er nicht über Platz 21 hinaus.

## Wichtige Wettbewerbe
| Jahr                 | Veranstaltung                           | Ort                  | Platz                | Disziplin            | Weite                |
| Startet für Lettland | Startet für Lettland                    | Startet für Lettland | Startet für Lettland | Startet für Lettland | Startet für Lettland |
| -------------------- | --------------------------------------- | -------------------- | -------------------- | -------------------- | -------------------- |
| 2013                 | Europäisches Olympisches Jugendfestival | Utrecht              | 3.                   | Speerwurf (700 g)    | 65,73 m              |
| 2015                 | U18-Weltmeisterschaften                 | Cali                 | 11.                  | Speerwurf (700 g)    | 66,75 m              |
| 2016                 | U20-Weltmeisterschaften                 | Bydgoszcz            | 11.                  | Speerwurf            | 66,84 m              |
| 2017                 | U20-Europameisterschaften               | Grosseto             | 4.                   | Speerwurf            | 73,43 m              |
| 2018                 | Europameisterschaften                   | Berlin               | 14.                  | Speerwurf            | 78,10 m              |
| 2019                 | U23-Europameisterschaften               | Gävle                | 4.                   | Speerwurf            | 79,81 m              |
| 2022                 | Leichtathletik-Weltmeisterschaften      | Eugene               | 13.                  | Speerwurf            | 79,66 m              |
| 2022                 | Europameisterschaften                   | München              | 6.                   | Speerwurf            | 78,82 m              |
| 2023                 | Leichtathletik-Weltmeisterschaften      | Budapest             | 21.                  | Speerwurf            | 77,43 m              |

## Leistungsentwicklung
- 2015: 70,10 m
- 2016: 74,02 m
- 2017: 81,91 m
- 2022: 83,65 m
- 2022: 84,05 m